# Campylocheta albiceps
Campylocheta albiceps är en tvåvingeart som först beskrevs av Macquart 1851.  Campylocheta albiceps ingår i släktet Campylocheta och familjen parasitflugor. Inga underarter finns listade i Catalogue of Life.